# Reginald John Farrer
Reginald John Farrer (17 de febrero de 1880 – 17 de octubre de 1920) fue un explorador, horticultor, botánico, escritor y recolector inglés. Publicó una serie de libros, y es muy conocido por My Rock Garden. Exploró el continente asiático en búsqueda de especímenes vegetales, muchos de las cuales llevó a Inglaterra y pudo plantar y hacer prosperar alrededor de su morada en Clapham, Yorkshire del Norte.

## Vida
Farrer era originario de Clapham, Yorkshire del Norte, Inglaterra, en una familia acomodada. Por un desorden del habla debido a numerosas cirugías por labio leporino, fue educado en su casa, desarrollando en él un entusiasmo apasionado y permanente por los lugares de alta montaña y la flora que crece en ellos. Con 10 años de edad, fue calificado como botánico de campo por su "buen conocimiento de anatomía vegetal". A sus 14 años, realizó su primera rocalla en una cantera abandonada.
A los diecisiete años ingresó a la Oxford University, graduándose en 1902. Durante ese tiempo ayudó a hacer el jardín de rocalla, en el St John's College, Oxford. Ese mismo año se embarcó en la primera de sus expediciones al lejano oriente, visitando China, Corea y, particularmente, Japón, permaneciendo allí ocho meses, recibiendo los gustos y las tradiciones de los jardineros japoneses, desarrollando sus característicos puntos de vista sobre el diseño de jardines rocosos 

‘donde el naturalismo sustituía la artificialidad formal, y donde las plantas alpinas eran para crecer en un entorno que, sin embargo ordenado por humanos, copian en lo posible su hábitat original’

. Esos viajes resultaron en The Garden of Asia, de 1904.
Al regresar a Inglaterra, trató de convertirse en un novelista y poeta, pero esas publicaciones fueron mediocres. Con el tiempo se dio cuenta de que su talento estaba en la jardinería. En 1907 publicó My Rock Garden que fue un libro muy popular e influyente que se ha mantenido constantemente con reimpresiones por más de 40 años. Sus siguientes publicaciones fueron Alpines and Bog Plants, de 1908, In a Yorkshire Garden, de 1909, y Among the Hills de 1910. Y en 1913 publicó The Dolomites: King Laurin's Garden que se ocupa de la búsqueda de plantas en áreas dolomíticas italianas.
En ese tiempo Farrer viajó mucho por las regiones montañosas de Italia, Francia, Suiza, en travesías de ascensos con colegas amigos. También visitó Ceilán en 1907, convirtiéndose al budista en esa época.
Farrer se sintió atraído por las posibilidades de la horticultura al introducir nuevas plantas para rocallas, a la opinión pública de jardinería del Reino Unido. Con eso en mente, fundó el "Criadero Craven en Clapham", especializado en especies alpinas asiáticas, una empresa que por desgracia se fue a pique, con el declive económico de los 1920s.
En 1914 Farrer y un compañero, el entrenado en Kew William Purdom, se embarcaron en una ambiciosa expedición al Tíbet y a la provincia de Gansu en el noroeeste chino. Allí encontró numerosos ejemplares resistentes que hoy siguen enriquececiendo los jardines occidentales. Muchos llevan su nombre, aunque la lista habría sido más si Farrer no hubiera descuidado, los ejemplares de herbario necesarios para su clasificación y nomenclatura. Esos dos años de exploración y recolección de plantas se describen en 'On the Eaves of the World' (2 vols. 1917), y en el póstumo 'The Rainbow Bridge (1921).
Farrer dibujó muchas ilustraciones, pintadas a menudo en la más incómoda de las circunstancias, no registrando, semejanzas botánicas exactas, pero sí sus reacciones emocionales de la planta y su hábitat. Muchos de ellos, y además acuarelas de paisajes de Kansú y el Tíbet, fueron exhibidos por la "Fine Art Society" en 1918.
Su diario de viaje transmite las dificultades prácticas que enfrentó, y proporciona una visión de su uso exuberante del lenguaje.
Las ilustraciones de Farrer, junto con las notas de campo, especímenes botánicos y semillas que recolectó, proporcionaron información valiosa al Real Jardín Botánico de Edimburgo, donde el Regius Keeper, Sir Isaac Bailey Balfour, tomó un interés especial en las plantas de China y del Himalaya. Su interés de enviar atractivas nuevas plantas con potencial hortícola, chocaba con el deseo de Balfour de un inventario completo de las plantas de la región. Los viajes de recolección de Farrer son especialmente interesantes, cuando se ven en el contexto de los intercambios de vegetales a nivel mundial que se produjeron durante el dominio británico imperial. Durante ese tiempo, nuevas plantas fueron trasplantadas desde sus hábitats nativos a otros de todo el Imperio, por muchas razones económicas, médicas y científicas. A nivel global, al mismo tiempo que Farrer y otros coleccionistas introducían exóticas plantas a los jardines ingleses, los colonos sentimentalmente llevaron consigo plantas y animales, que les recordaban sus hogares.
Su último viaje fue a las montañas de la Alta Birmania. Tomó como su compañero a Euan H.M Cox (1893-1977), quien registró esos viajes en 'Farrer's Last Journey, Upper Burma 1919-20' (1926). Esa expedición resultó menos exitosa en horticultura, que sus anteriores viajes a Kansú, en gran parte porque el clima de las montañas de Birmania tenía menos en común con las condiciones climáticas de Inglaterra.
Farrer falleció prematuramente en 1920, a los 40 años, en las montañas Minshan de Birmania. Cox afirma que murió solo, pero en realidad estaba acompañado por los coleccionistas de plantas autóctonas de China y de Birmania que trabajaban con él. Cox también afirma que la causa probable de su muerte fue difteria. Unos años más tarde, sin embargo, uno de los coleccionistas de plantas que había trabajado para Farrer durante su último año, le dijo al botánico Joseph Rock que había muerto por intoxicación con alcohol. Fue sepultado en Konglu, Birmania.
Farrer trajo plantas de Asia que podían ser cultivadas en un estilo naturalista - no solo por los ricos que pagaban caros invernaderos y jardineros personales. En las palabras del biógrafo de Farrer: Nicola Shulman,{´cita| "Él trajo la jardinería de rocallas al corazón del pueblo británico."}}
Él mismo escribió:

"Usted está en una ladera de la montaña desconocida y tiene que encontrar en primer lugar la planta en el verano en el camino a la montaña."

"Luego, en el otoño, se tiene que encontrar la misma planta - si no se la ha comido o pisado - espero que sea el juego de semillas y que las semillas no han caído aún - y esto es sólo el comienzo."

Su legado es un despliegue espectacular de las plantas del Himalaya, que hoy siguen creciendo en ambientes silvestres alrededor de Ingleborough. Rhododendron del Himalaya, bambúes y otras exóticas plantas como Lonicera syringantha y Rodgersia aesculifolia pueden hoy verse en Ingleborough, y en la ciudad de Clapham también Viburnum farreri y florecidas Potentilla fruticosa.

## Epónimos
Un número de plantas llevan el nombre de Farrer, el libro de Cox "La introducción de plantas de Reginald Farrer", publicado en 1930, describe el legado de Farrer de las plantas cultivadas a partir de semillas recogidas por él.
- Allium farreri
- Amitostigma farreri
- Bulbophyllum farreri
- Codonopsis farreri
- Cypripedium farreri
- Gentiana farreri
- Geranium farreri
- Picea farreri
- Viburnum farreri

## Algunas publicaciones
- The Garden of Asia. 1904
- My Rock Garden. 1907
- Alpines and Bog Plants. 1908
- In a Yorkshire Garden. 1909
- Among the Hills. 1910
- The Dolomites: King Laurin's Garden. 1913
- On the Eaves of the World. 1917
- The Rainbow Bridge. 1921

- La abreviatura «Farrer» se emplea para indicar a Reginald John Farrer como autoridad en la descripción y clasificación científica de los vegetales.[2]